# جايسون مارتن (لاعب دوري الرغبي)
جايسون مارتن (بالإنجليزية: Jason Martin) هو لاعب دوري الرغبي أسترالي، ولد في 14 سبتمبر 1970.